# Premierzy Saint Vincent i Grenadyn

## Kolonia (1960-1969)
| # | Imię i nazwisko             | Portret | Kadencja        | Kadencja             | Partia polityczna | Partia polityczna |
| # | Imię i nazwisko             | Portret | Od              | Do                   | Partia polityczna | Partia polityczna |
| - | --------------------------- | ------- | --------------- | -------------------- | ----------------- | ----------------- |
| 1 | Ebenezer Joshua (1908-1991) |         | 9 stycznia 1960 | 30 maja 1967         |                   | PPP               |
| 2 | Milton Cato (1915-1997)     |         | 30 maja 1967    | 27 października 1969 |                   | SVLP              |

## Autonomia (1969-1979)
| #   | Imię i nazwisko                       | Portret | Kadencja             | Kadencja             | Partia polityczna | Partia polityczna |
| #   | Imię i nazwisko                       | Portret | Od                   | Do                   | Partia polityczna | Partia polityczna |
| --- | ------------------------------------- | ------- | -------------------- | -------------------- | ----------------- | ----------------- |
| 1   | Milton Cato (1915-1997)               |         | 27 października 1969 | 13 kwietnia 1972     |                   | SVLP              |
| 2   | James Fitz-Allen Mitchell (1931-2021) |         | 14 kwietnia 1972     | 8 grudnia 1974       |                   | Bezpartyjny       |
| (1) | Milton Cato (1915-1997)               |         | 8 grudnia 1974       | 27 października 1979 |                   | SVLP              |

## Niepodległe państwo (od 1979)
| # | Imię i nazwisko                       | Portret | Kadencja             | Kadencja             | Partia polityczna | Partia polityczna |
| # | Imię i nazwisko                       | Portret | Od                   | Do                   | Partia polityczna | Partia polityczna |
| - | ------------------------------------- | ------- | -------------------- | -------------------- | ----------------- | ----------------- |
| 1 | Milton Cato (1915-1997)               |         | 27 października 1979 | 30 lipca 1984        |                   | SVLP              |
| 2 | James Fitz-Allen Mitchell (1931-2021) |         | 30 lipca 1984        | 27 października 2000 |                   | NDP               |
| 3 | Arnhim Eustace (ur. 1944)             |         | 27 października 2000 | 29 marca 2001        |                   | NDP               |
| 4 | Ralph Gonsalves (ur. 1946)            |         | 29 marca 2001        | nadal                |                   | ULP               |